# جيليان باربر
جيليان باربر (بالإنجليزية: Gillian Barber)‏ (و. 1958 – م) هي ممثلة، من المملكة المتحدة، ولدت في كوفنتري.

## التعليم
تعلمت في مدرسة جيلدهول، وجامعة فيكتوريا (كندا).

## وصلات خارجية
- جيليان باربر على موقع IMDb (الإنجليزية)
- جيليان باربر على موقع قاعدة بيانات الأفلام العربية
- جيليان باربر على موقع ألو سيني (الفرنسية)
- جيليان باربر على موقع أول موفي (الإنجليزية)
- جيليان باربر على موقع قاعدة بيانات الأفلام السويدية (السويدية)
- جيليان باربر على موقع قاعدة بيانات الفيلم (الإنجليزية)
- جيليان باربر على موقع كينوبويسك (الروسية)